# Sydfyns Discontobank
Sydfyns Discontobank A/S var navnet på to banker i Faaborg, herunder en større dansk provinsbank med hovedsæde på Torvet i Faaborg. Den første Sydfyns Discontobank blev oprettet 28. januar 1893 og begyndte sin virksomhed 1. april samme år. Den anden Sydfyns Discontobank blev oprettet 2. december 1924 som Sydfyns nye Discontobank og fik navneændring 1939, da den gamle og den nye bank fusionerede. Begge banker var aktieselskaber.
Da Otto Malmmose, som blev adm. direktør for banken i 1963, startede som elev i banken i 1938, havde den en halv snes medarbejdere og en balance på fire mio. kr., og i hans sidste år som chef (1988) over 100 medarbejdere og en balance på 1,3 milliarder kroner. 
Banken var medlem af Provinsbankforeningen, Den Danske Bankforening og Provinsbankernes Reallånefond. I 1992 opgik banken i Aktivbanken, som siden 1994 har været en del af Sydbank.

## Den gamle bank
Formålet med den gamle bank (1893) var "At lette Pengeomsætningen til Handelens, Skibsfartens, Industriens, Haandværkets og Agerbrugets Fremme". Den havde et repræsentantskab på 20 medlemmer fra by og land, hvis formand i 1899 var forpagter E. Garde fra Høbbet. Direktionen var på 5 medlemmer og bestod i 1899 af: Adm. direktør Th. Brorsen, klasselotterikollektør Fr. Lundberg, prokurist L.J. Larsen, justitsråd M. Mackeprang og gårdejer J.P. Christensen.

## Direktion
Denne liste er ufuldstændig; hjælp gerne med at udfylde den.
- 1924-1966: Axel Christiansen
- 1963-1988: Otto Malmmose